# Gun Setterdahl
Gunvor (Gun) Maria Amalia Setterdahl, född 9 augusti 1912 i Stockholm, död där 6 oktober 2000, var en svensk målare och grafiker. 
Hon var dotter till rektorn Axel Ansfrid Setterdahl och Thyra Amalia Lewander. Setterdahl studerade vid Slöjdföreningens skola 1931–1933 och Valands målarskola i Göteborg 1933–1937 samt privat för Isaac Grünewald i Stockholm 1937 och för Sven Erixson vid Konsthögskolan 1938–1944. På ett stipendium från prins Eugen kunde hon studera ett år i Italien 1947 och har därefter företagit studieresor till Nederländerna, Frankrike och Spanien. Under hela 1950-talet bedrev hon pedagogisk verksamhet dels som lärare i måleri vid Stockholms högskola och i en egen målarskola i Stockholm. Tillsammans med Alf ten Siethoff och Erik Svensson ställde hon ut i på Galleri Brinken i Stockholm och tillsammans med Ingrid Thelander i Borås separat ställde hon ut i bland annat Norrköping, Linköping, Stockholm och på Lorensbergs konstsalong i Göteborg. Hon medverkade i samlingsutställningar arrangerade av Sveriges allmänna konstförening, Nordiska konstnärinnor och Liljevalchs Stockholmssalonger. Bland hennes offentliga arbeten märks en absidmosaik i Ockelbo kyrka och hon utförde även dekorativa arbeten i Trollhättans, Ystads, Värnamo och Huddinge krematorier. Som illustratör illustrerade hon Anne-Marie Thörnqvists Infödingar och badgäster 1943. Setterdahl är representerad vid Norrköpings konstmuseum och Södertälje stad. Hon är begravd på Matteus kyrkogård i Norrköping.